# Montmaurin
Montmaurin (em occitano:  Montmaurin) é uma comuna francesa na região administrativa da Occitânia, no departamento do Alto Garona. Estende-se por uma área de 8.45 km², com 206 habitantes, segundo o censo de 2018, com uma densidade de 24 hab/km².